# KBO 출루율상
KBO 출루율상은 연말 KBO 리그 시상식에서 해당 연도 정규 리그의 출루율 1위에게 수여하는 상이다. 기존 명칭은 한국프로야구 최고출루율상이었으나 KBO의 브랜드 아이덴디티 통합 작업에 따라 2015년 시즌부터 "KBO 출루율상"이라는 새로운 명칭을 사용하게 되었다.

## 연도별 수상자
| 연도   | 이름     | 소속            | 출루율 | 비고                  |
| ------ | -------- | --------------- | ------ | --------------------- |
| 1982년 | 백인천   | MBC 청룡        | 0.502  |                       |
| 1983년 | 장효조   | 삼성 라이온즈   | 0.475  |                       |
| 1984년 | 장효조   | 삼성 라이온즈   | 0.424  |                       |
| 1985년 | 장효조   | 삼성 라이온즈   | 0.467  |                       |
| 1986년 | 장효조   | 삼성 라이온즈   | 0.436  |                       |
| 1987년 | 장효조   | 삼성 라이온즈   | 0.461  |                       |
| 1988년 | 김성래   | 삼성 라이온즈   | 0.459  |                       |
| 1989년 | 한대화   | 해태 타이거즈   | 0.409  |                       |
| 1990년 | 한대화   | 해태 타이거즈   | 0.432  |                       |
| 1991년 | 장효조   | 롯데 자이언츠   | 0.452  |                       |
| 1992년 | 김기태   | 쌍방울 레이더스 | 0.461  |                       |
| 1993년 | 양준혁   | 삼성 라이온즈   | 0.436  |                       |
| 1994년 | 이종범   | 해태 타이거즈   | 0.452  |                       |
| 1995년 | 장종훈   | 한화 이글스     | 0.424  |                       |
| 1996년 | 홍현우   | 해태 타이거즈   | 0.453  |                       |
| 1997년 | 김기태   | 쌍방울 레이더스 | 0.453  |                       |
| 1998년 | 양준혁   | 삼성 라이온즈   | 0.450  |                       |
| 1999년 | 이승엽   | 삼성 라이온즈   | 0.458  |                       |
| 2000년 | 장성호   | 해태 타이거즈   | 0.436  |                       |
| 2001년 | 호세     | 롯데 자이언츠   | 0.503  | 단일 시즌 최고 출루율 |
| 2002년 | 장성호   | KIA 타이거즈    | 0.445  |                       |
| 2003년 | 심정수   | 현대 유니콘스   | 0.478  |                       |
| 2004년 | 브룸바   | 현대 유니콘스   | 0.468  |                       |
| 2005년 | 김재현   | SK 와이번스     | 0.445  |                       |
| 2006년 | 양준혁   | 삼성 라이온즈   | 0.445  |                       |
| 2007년 | 김동주   | 두산 베어스     | 0.457  |                       |
| 2008년 | 김현수   | 두산 베어스     | 0.454  |                       |
| 2009년 | 페타지니 | LG 트윈스       | 0.468  |                       |
| 2010년 | 이대호   | 롯데 자이언츠   | 0.444  |                       |
| 2011년 | 이대호   | 롯데 자이언츠   | 0.433  |                       |
| 2012년 | 김태균   | 한화 이글스     | 0.474  |                       |
| 2013년 | 김태균   | 한화 이글스     | 0.444  |                       |
| 2014년 | 김태균   | 한화 이글스     | 0.463  |                       |
| 2015년 | 테임즈   | NC 다이노스     | 0.497  |                       |
| 2016년 | 김태균   | 한화 이글스     | 0.475  |                       |
| 2017년 | 최형우   | KIA 타이거즈    | 0.450  |                       |
| 2018년 | 박병호   | 넥센 히어로즈   | 0.457  |                       |
| 2019년 | 양의지   | NC 다이노스     | 0.438  |                       |
| 2020년 | 박석민   | NC 다이노스     | 0.436  |                       |
| 2021년 | 홍창기   | LG 트윈스       | 0.456  |                       |
| 2022년 | 이정후   | 키움 히어로즈   | 0.421  |                       |
| 2023년 | 홍창기   | LG 트윈스       | 0.444  |                       |
| 2024년 | 홍창기   | LG 트윈스       | 0.447  |                       |